# Solprinsen
Solprinsen är en bok av Per Nilsson, skriven 2004. Boken är baserad på författarens ungdom.

## Handling
Boken handlar om en person som blir mobbad och nertryckt i skolan, han försvinner in i sin drömvärld, som solprinsen. Det speciella med Per Nilssons sätt att skriva är att han "återanvänder" samma karaktärer i alla sina böcker. Här kan vi till exempel träffa Millan, som också spelar en central roll i Ett annat sätt att vara ung.